# Thorshavnheiane
Thorshavnheiane är en platå i Antarktis. Den ligger i en del av  Östantarktis som Norge gör anspråk på.